# Protochromys fellowsi
Protochromys fellowsi är en däggdjursart som beskrevs av Hinton 1943. Protochromys fellowsi är ensam i släktet Protochromys som ingår i familjen råttdjur. Inga underarter finns listade i Catalogue of Life.
Denna gnagare förekommer i bergstrakter på östra Nya Guinea. Arten vistas i regioner som ligger 1800 till 2600 meter över havet. Habitatet utgörs av fuktiga bergsskogar.
Det vetenskapliga släktnamnet är sammansatt av de grekiska orden proto (framsida), ochro (blek) samt mys (mus) och syftar på de bleka framtänderna. Artepitet hedrar en Mr. Fellows men det noterades inte vad personen var känd för.
Arten listades länge till släktet Melomys. Den har ungefär samma utseende och levnadssätt som medlemmarna av detta släkte. Kroppslängden (huvud och bål) ligger mellan 9 och 19 cm, svanslängden mellan 11 och 20 cm och vikten mellan 30 och 200 g. Liksom Melomys har Protochromys fellowsi en svans som är täckt av fjäll.